# Грибки (Калининградская область)
Грибки — посёлок в Гвардейском городском округе Калининградской области. До 2014 года входил в состав Озерковского сельского поселения.

## История
30 сентября 1947 года Лянгхефель переименован в поселок Грибки.

## Население
| 2002 | 2010 |
| ---- | ---- |
| 81   | ↘23  |